# 漢密爾頓鎮區 (印地安納州沙利文縣)
漢密爾頓鎮區（英語：Hamilton Township）是位於美國印地安納州沙利文縣的一個行政鎮區。

## 地方資料
根據2010年美國人口普查的數據，漢密爾頓鎮區的面積為157.80平方千米，當中陸地面積為154.40平方千米，而水域面積為3.40平方千米。當地共有人口6869人，而人口密度為每平方千米43.53人。